# Gundel Foelsche
Gundel Jabornig de Foelsche (1936) es una orquideóloga y botánica austríaca. Desde 1956, con su esposo (1933-), y colega Wolfram visitan regularmente Córcega, realizando exploraciones botánicas.

## Algunas publicaciones
- g. Foelsche, w. Foelsche. 1997. Les Nigritelles des Pyrénées, de la Chaîne Cantabrique et du Massif Central (1re partie). L’Orchidophile 28 (n° 127): 111-116

- -----------------, ------------------. 1997. Les Nigritelles des Pyrénées, de la Chaîne cantabrique et du Massif central, 2e partie. L’Orchidophile 28 (n° 128): 152-157

- -----------------, ------------------. 1998. Ophrys marmorata, une nouvelle espèce de la flore corse. L’Orchidophile 29 (n° 133): 177-178

- -----------------, ------------------, m. Gerbaud, o. Gerbaud. 1998. Nigritella cenisia Foelsche & Gerbaud, species nova, Nouvelle espèce de France et d'Italie. L'Orchidophile 29 (n° 134): 248

- -----------------, ------------------, -----------------, ------------------. 1999. Nigritella cenisia Foelsche & Gerbaud. Jour Eur. Orch. Baden-Württ. 31 (2): 441-494

- -----------------, ------------------. 1999. "Une fleur pour la Chanousia" – Die intragenerischen Hybriden der Gattung Gymnadenia R.Br. Jour Eur. Orch. Baden-Württ. 31 (4): 795-836

- -----------------, ------------------, m. Gerbaud, o. Gerbaud. 1999. Gymnadenia cenisia (Foelsche & Gerbaud) Foelsche & Gerbaud: une Nigritelle de France et d'Italie. L'Orchidophile 30 (5): 235-240

- -----------------, ------------------, -----------------, ------------------. 2000. Ophrys peraiolae spec. nov. und die Taxa der Ophrys fusca-Gruppe in Korsika. Jour. Eur. Orch. 32(3/4): 403-455

- -----------------, ------------------. 2001. Ophrys africana spec. nov., ein früh blühendes Taxon der Ophrys fusca-Gruppe in Tunesien. Jour. Eur. Orch. 33(2): 637-672

- -----------------, ------------------. 2002. Ophrys corsica und Orchis corsica, zwei zu Unrecht vergessene Namen. Jour. Eur. Orch. 34(4): 823-885

- -----------------, ------------------. 2004. Anmerkungen und Berichtigungen zu Publikationen über Ophrys gazella, Ophrys africana, Ophrys corsica und Orchis corsica. Jour. Eur. Orch. 36(4): 1009-1023

- -----------------, ------------------. 2005. Orchis × palanchonii, l’hybride presque "impossible" entre Orchis olbiensis et Orchis pauciflora. L’Orchidophile no 164, 36(1): 15-24

- -----------------, ------------------. 2005. Ophrys × bergeri und Ophrys × pertaminae nothospecies novae und die Taxa des Ophrys tenthredinifera-Komplexes in Korsika und in Sardinien. Jour. Eur. Orch. 37(4)

- La abreviatura «Foelsche» se emplea para indicar a Gundel Foelsche como autoridad en la descripción y clasificación científica de los vegetales.[1]